# Кожевниково (Новгородская область)
Кожевниково — деревня в Демянском муниципальном районе Новгородской области, с апреля 2010 года входит в Ильиногорское сельское поселение.
Деревня расположена на Валдайской возвышенности в 4 км к юго-востоку от деревни Шишково и в 3 км к северо-западу от деревни Михеево. К Кожевникову есть дорога из Шишково. До 12 апреля 2010 года входила в упразднённое Шишковское сельское поселение. В Демянском уезде Новгородской губернии деревня Кожевниково относилась к Ильиногорской волости